# مركب البروثرومبين المركز
يُعرف  مُركَب البروثرومبين المُرَكّز أيضاً بمركب العامل التاسع؛ يُعدّ هذا المركّب دواء مكوّن من عوامل تخثر الدم: التاسع، والثاني، والعاشر. كما تحتوي بعض الإنتاجات المُعدَّلة منه على العامل السابع، ويستخدم هذا المركب لمنع وعلاج نزف الدم في مرض «نزعة نزف الدم» المعروف ب«هيموفيليا ب» الذي يحدث عندما يغيب العامل الطبيعي التاسع من الجسم. كذلك يمكن استخدامه لدى الأشخاص الذين لا يملكون ما يكفي من هذه العوامل الطبيعية لأسباب أُخرى مثل استخدام دواء «الوارفرين». كما يتم إعطاء هذا الدواء عبر حقنه ببطءٍ في الوريد.
تشمل الآثار الجانبية الشائعة لهذا الدواء: التفاعلات التحسسيّة، الصداع، القيء، والنّعاس. كما تضم الآثار الجانبية الخطِرة الأُخرى تخثّر الدّم الذي قد يؤدي لحدوث: نوبة قلبية، جلطة دماغية، انسداد دموي في الرئة، أو تخثر دموي عميق في القدم. بالإضافة لإمكانية تكوّن أجسامٍ مضادةٍ له بعد استخدامه لفترة طويلة وعند حدوث ذلك تصبح الجرعات المستقبلية القادمة أقل فعالية.
أصبح مركب البروثرومبين المركز مستخدَم طبيّاً عام 1960.كما تم وضعه على قائمة منظمة الصحة العالمية للأدوية الضرورية؛ حيث يُعتبر هذا الدواء من الادوية الأكثر فعالية وأمان التي يتم استخدامعا في النظام الصحيّ. كما يتم صنعه عبر بلازما الدّم البشريّة. بالإضافة أنه يوجد منه منتج يتم صنعه بطرقٍ جينية حيث يحتوي فقط على العامل التاسع. يشار إلى أن تكلفة الجرعة الواحدة منه في الولايات المتحدة الأمريكية 900 دولار أمريكي. كما أنه يتوافر العديد من التركيبات منه عالمياً.

## الاستخدامات الطبيّة
يُضادُّ مركب البروثرومبين المركّز تأثير «الوارفرين» و«مضادات فيتامين ك» و«مضادات التخثر» الأخرى، كما يُستخدم في حالات النزف البليغة لدى الأشخاص الذين يُعانون من اعتلال تخثري بالدم. ويستخدم أيضاً لدى الأشخاص الذين يخوضون معالجة جراحية طارئة. ثشمل الاستخدامات الأخرى: النقص بإحدى عوامل التخثر الناتجة عن مرض خَلْقي، مرض بالكبد أو الهيموفيليا (مرض نزف الدم).
هنالك العديد من الدلائل العلميّة منها ما صدر عن 'الكلية الأمريكية لأطباء الصدرية' التي تنصح باستخدام هذا المركب لعكس تأثير «الوارفرين» لدى الأشخاص الذين يعانون من نزف دموي خطير.
يتم استخدام مركب البروثرومبين المركز الذي يحوي 4 عناصر لمعاكسة التأثير المضادّ لتخثر الدم سريعاً عند عمل الجراحة؛ حيث يقلل هذا المركب من الوقت اللازم لتكوين البروثرومبين الضروري لحدوث التخثر بالتالي تقل ميوعة الدم مما يقلل النزف خلال الجراحة، ويعتبر هذا الإجراء أفضل من استخدام بلازما الدم المُجمّدة. كما لم يتم العثور على اختلافات عن حدوث تخثر بوعاء دموي.

## موانع الاستخدام
تنص نشرة الدواء الداخلية أنه يمنع استخدامه لدى المرضى الذين يعانون من مرض تخثر الدم المنتشر بمختلف أنحاء الجسم؛ حيث يعدّ هذا المرض نشاط اعتلالي بتخثر الدم، واستخدام هذا الدواء لدى هؤلاء الأشخاص يعني إعطاؤهم المزيد من عوامل التخثر مما يزيد من حدوث التخثر. ومع ذلك إذا تم إعطاء هذا الدواء لأن عوامل التخثر منخفضة فإنه يستطيع استرجاع مستوى التخثر الطبيعي.
وبما أن منتجات الدواء تحتوي «هيبارين» فإنه يمنع استخدامه لدى المرضى الذين يعانون من نقص بالصفائح الدموية الناتج عن الهيبارين.

## الكيمياء
يحوي الدواء على عدد من عوامل تخثر الدم. بشكل نموذجي يشمل هذا الدواء العامل: الثاني، التاسع، والعاشر. كما تشمل بعض المنتجات منه أيضاً العامل السابع وبروتين سي وبروتين إس. بالإضافة إلى أنه قد يتم إضافة الهيبارين لوقف التنشيط المُبكر لهذه العوامل.

## التاريخ
أعلنت منظمّة الغذاء والدواء الأمريكية اعتمادها وموافقتها على استخدام هذا الدواء عام 2013.كما وافقت على اعتبار دواء «كيسنتراس» دواء يتيم؛ أي أنه يستخدم لعلاج الأمراض النّادرة، في شهر ديسمبر/كانون الأول عام 2012.